# Liste des matchs de l'équipe des Indes orientales néerlandaises de football par adversaire
Cette liste présente les matchs de l'équipe des Indes orientales néerlandaises de football par adversaire rencontré. Lorsqu'une rivalité footballistique particulière existe entre les Indes orientales néerlandaises et un autre pays, une page spécifique est parfois proposée. Pour les matchs après 1949, voir la liste des matchs de l'Indonésie.
- Haut – A
- B
- C
- D
- E
- F
- G
- H
- I
- J
- K
- L
- M
- N
- O
- P
- Q
- R
- S
- T
- U
- V
- W
- X
- Y
- Z

## C

### Chine
| Date        | Lieu      | Match                                  | Score | Compétition                   |
| 13 mai 1934 | Manille / | Chine - Indes orientales néerlandaises | 2 - 0 | Jeux de l'Extrême-Orient 1934 |

Bilan
- Total de matchs disputés : 1
- Victoires de l'équipe de Chine : 1
- Victoires de l'équipe des Indes orientales néerlandaises : 0
- Match nul : 0

## H

### Hongrie
| Date        | Lieu  | Match                                    | Score | Compétition                      |
| 5 juin 1938 | Reims | Hongrie - Indes orientales néerlandaises | 6 - 0 | Coupe du monde 1938 (1/8 finale) |

Bilan
- Total de matchs disputés : 1
- Victoires de l'équipe de Hongrie : 1
- Victoires de l'équipe des Indes orientales néerlandaises : 0
- Match nul : 0

## J

### Japon
| Date        | Lieu      | Match                                  | Score | Compétition                   |
| 13 mai 1934 | Manille / | Japon - Indes orientales néerlandaises | 1 - 7 | Jeux de l'Extrême-Orient 1934 |

Bilan
- Total de matchs disputés : 1
- Victoires de l'équipe du Japon : 0
- Victoires de l'équipe des Indes orientales néerlandaises : 1
- Match nul : 0

## P

### Pays-Bas
| Date         | Lieu      | Match                                     | Score | Compétition  |
| 26 juin 1938 | Amsterdam | Pays-Bas - Indes orientales néerlandaises | 9 - 2 | Match amical |

Bilan
- Total de matchs disputés : 1
- Victoires de l'équipe des Pays-Bas : 1
- Victoires de l'équipe des Indes orientales néerlandaises : 0
- Match nul : 0

### Philippines
| Date        | Lieu      | Match                                        | Score | Compétition                   |
| 13 mai 1934 | Manille / | Philippines - Indes orientales néerlandaises | 3 - 2 | Jeux de l'Extrême-Orient 1934 |

Bilan
- Total de matchs disputés : 1
- Victoires de l'équipe des Philippines : 1
- Victoires de l'équipe des Indes orientales néerlandaises : 0
- Match nul : 0